# Vesennij potok
Vesennij potok (Весенний поток) è un film del 1940 diretto da Vladimir Jur'evič Jurenev.